# Архагат (старший сын Агафокла)
Архагат (др.-греч. Ἀρχάγαθος, не ранее 333 года до н. э. — 307 год до н. э.) — старший сын тирана Сиракуз Агафокла. Один из военачальников во время африканского похода против Карфагена. Когда сиракузский тиран был вынужден вернуться из Африки на Сицилию, то оставил командование африканским корпусом своему сыну Архагату. Действия нового военачальника оказались менее успешными. После ряда побед он разделил армию на три части, две из которых были побеждены карфагенянами. Приплывший на помощь сыну Агафокл не смог переломить ситуацию. Возмущённые солдаты чуть не убили тирана Сиракуз. После того, как Агафоклу удалось бежать обратно в Сицилию, оставшиеся в Африке солдаты казнили Архагата.

## Происхождение. Семья. Служба под началом Агафокла
Отец Архагата Агафокл в начале своей карьеры снискал благосклонность стратега Дамаса, который выдвинул Агафокла на должность хилиарха (командира тысячи легковооружённых воинов). После смерти своего покровителя Дамаса в 333 году до н. э. Агафокл женился на его вдове, чем обеспечил себе обладание крупным состоянием. В этом браке у будущего тирана Сиракуз родились Архагат и Гераклид. В событиях 289 года до н. э., согласно античным источникам, принимал участие сын Архагата, также Архагат. Никакой информации о матери последнего и соответственно жены или возлюбленной Архагата не приведено.
Агафокл взял старших сыновей в африканский поход против Карфагена. Во время битвы при Белом Тунисе в 310 году до н. э. он руководил правым крылом греческой армии. В 309 году до н. э. с участием Архагата произошёл скандал, который чуть не закончился мятежом. Во время пира один из уважаемых солдатами офицеров Ликиск, напившись, стал обвинять Архагата в прелюбодеянии с мачехой, женой Агафокла Алькией. Молодой человек не вытерпел и убил Ликиска копьём. На следующий день друзья убитого, многие из которых занимали командные должности, стали подстрекать к мятежу. Толпа солдат решила, что Архагата следует казнить, а если Агафокл не выдаст сына, то поплатится самолично. Агафокл вышел к бунтующим солдатам в простой одежде. Его пламенная речь, в которой он вспоминал свои заслуги и говорил, что готов умереть, если это будет полезным для общего дела, переменила настроения солдат. Воспользовавшись моментом Агафокл вывел армию на битву.

## В качестве самостоятельного военачальника
Когда Агафокл был вынужден вернуться на Сицилию, то оставил главнокомандующим греческих сил в Африке Архагата. Сначала его действия были успешными. Солдаты под руководством Евмаха достигли успехов во внутренних областях Карфагена. Они согласно Диодору завоевали несколько городов, ни один из которых не может быть идентифицирован с полной уверенностью. Карфагеняне в это время собрали армию, которую разбили на три части. Архагат также разделил свои войска. Две части греческой армии потерпели поражение. Архагат, который руководил третьей, вернулся в Белый Тунис и запросил помощи у отца. Агафокл вскоре приплыл с флотом в 17 трирем. Он застал свои войска в состоянии мятежа. На фоне поражений Архагат не мог выплачивать солдатам жалованье. Действия Агафокла не смогли переломить ситуацию. В изложении Диодора в один момент разъярённые солдаты даже заковали своего военачальника в кандалы. После того, как во время охватившего войско смятения и растерянности, в условиях отсутствия дисциплины, Агафокла освободили, он поднялся на корабль и приказал отчаливать. Согласно Юстину Агафокл, чтобы успокоить солдат повёл их в бой против карфагенян. После поражения он был вынужден бежать. Сыновья тирана остались в Африке и были казнены собственными солдатами.
Когда Агафокл узнал об убийстве сыновей, он приказал брату Антандру казнить всех родственников участвовавших в ливийском походе против Карфагена солдат. Антандр подошёл к заданию ответственно. По его приказу были убиты не только братья, отцы и сыновья восставших против Агафокла солдат, но и их престарелые деды, маленькие дети обоих полов и жёны. Казнь совершили на побережье. Диодор Сицилийский подчёркивает особо, что ни в чём не повинным людям было отказано в погребальных обрядах.